# Ana Cervantes
Ana Cervantes es una pianista y profesora mexicana estadounidense, que radica en Guanajuato. Se caracteriza por interpretar repertorio contemporáneo que ella misma encarga a compositores y compositoras. Recibió la beca Fulbright-García Robles.

## Biografía

### Formación musical
Estudió en la Bard College, donde tomó clases con Joan Tower y Theodore Lettvin.

### Carrera musical
Ana Cervantes ha impartido clases en la Universidad de Princeton, en el Conservatorio Westminster de la Universidad Rider, en la Facultad de Bellas Artes y también en The Peddie School de Nueva Jersey. También ha sido profesora en la Escuela de Música de la Universidad de Guanajuato, donde dirigió el taller de música de cámara.
Como concertista, Cervantes ha tocado en diferentes festivales, como el Festival Internacional Cervantino, en el Festival de Nueva Música de La Habana.
Además de su carrera como concertista, también ha colaborado en proyectos musicales con la Universidad de Guanajuato, y también junto a Ramón Montes de Oca en los ciclos de música contemporánea del Festival Internacional Cervantino. También ha sido asesora del Instituto de Cultura de Guanajuato.
En 2004 grabó el disco «Agua y Piedra: música reciente de México», el cual tuvo el apoyo del Fondo Nacional para la Cultura y las Artes (FONCA) y del instituto de cultura de Guanajuato. Este disco incluye obras inéditas de siete compositores y compositoras.
En 2006 y 2007, con la discográfica Quindecim, grabó los discos «Rumor de Páramo» y «Sólo Rumores», basados en la obra de Juan Rulfo. Para este proyecto, Cervantes solicitó la creación de obras para piano a 23 compositores de cinco países, las cuales están inspiradas en la obra de Rulfo.
En 2010, fue supervisora artística en Londres, con el apoyo de The Anglo Mexican Foundation.
En 2014 presentó su disco «Canto de la Monarca: Mujeres en México», junto con Mónica Lavín y Juan Trigos, en el Teatro Principal de Guanajuato. Este disco es un homenaje a las mujeres de México, y contiene 16 obras que la misma Cervantes encargó a compositores de Brasil, Colombia, España, Reino Unido y México.

## Premios y reconocimientos
- 1999 - Beca Fulbright-García Robles[9]
- 2002 - Beca de la Fundación Caritativa Bossak-Heilbron[5]
- 2003 - Beca FONCA y del Instituto Cultural de Guanajuato para realizar el disco «Agua y Piedra»[6]

## Discografía
| Año  | Título                                   | Compositores | Sello discográfico   |
| ---- | ---------------------------------------- | --- | -------------------- |
| 1998 | Amor de la danza                         | - William Byrd - Johann Sebastian Bach - Sebastián de Albero y Añaños - E.E. Cummings - Olga Gorelli - Joaquín Nin-Culmell - Astor Piazzolla                                                                           | Ana Cervantes        |
| 2004 | Agua y Piedra: música reciente de México | - Lilia Vázquez - Georgina Derbez Roque - Ramón Montes de Oca - Horacio Uribe - Federico Ibarra - Marcela Rodríguez - Arturo Márquez                                                                                   | Prodisc              |
| 2006 | Rumor de Páramo                          | - Georgina Derbez - Charles B. Griffin - Jack Fortner - Tomás Marco - Horacio Uribe - Eugenio Toussaint - Vicente Barrientos - Anne Lebaron - Federico Ibarra - Carlos Cruz de Castro - Mario Lavista - Stephen McNeff | Quindecim Recordings |
| 2007 | Solo Rumores                             | - Arturo Márquez - Marcela Rodríguez - Ramón Montes de Oca - Juan Fernando Durán - Hilda Paredes - Joaquín Gutiérrez Heras - Paul Barker - Laurie Altman - Alex Shapiro - Zulema de la Cruz - Silvia Berg              | Quindecim Recordings |
| 2014 | Canto de la Monarca. Mujeres en México   | - Silvia Berg - Carlos Cruz de Castro - Mario Lavista - Anne LeBaron - Tomás Marco - Stephen McNeff - Gabriela Ortíz - Marcela Rodríguez - Horacio Uribe - Joelle Wallach                                              | Ana Cervantes        |